# Ciclo di Rankine a vapore risurriscaldato

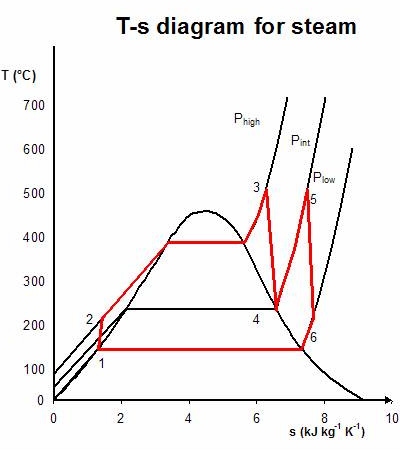
Rappresentazione su un diagramma T-S di un ciclo HIRN con un risurriscaldamento.

Il ciclo di Rankine a vapore risurriscaldato è un ciclo termodinamico diretto a vapore ricavato dal ciclo di Rankine semplice e dal ciclo di Rankine a vapore surriscaldato.
Il ciclo risurriscaldato presenta uno schema d'impianto analogo ai primi due, ma presenta qualche modifica ulteriore. L'espansione del fluido viene suddivisa in due o più stadi a pressioni via via minori; oltre al surriscaldatore di vapore per arrivare ad ottenere vapore surriscaldato e non vapore saturo secco all'ingresso dello stadio d'alta pressione della turbina; vi è la possibilità di risurriscaldare il vapore in uscita da questo primo stadio e farlo poi espandere nei successivi stadi di media e bassa pressione.
Con questo accorgimento si ottengono valori di titolo di vapore più elevati a fine espansione anche a partire da pressioni molto elevate: un titolo inferiore a 0,88 infatti causa danni per erosione alle palettature di bassa pressione della turbina per presenza di goccioline di liquido. Ciò non è possibile nemmeno con un ciclo di Rankine a vapore risurriscaldato.
Il rendimento termico dipende anche dalla pressione intermedia di spillamento: aumenta fino ad un certo limite, per calare poi rimanendo peraltro piuttosto alto.
Tuttavia si riscontra anche una piccola perdita in potenza specifica dovuta ad un lieve aumento del consumo specifico di vapore con l'aumento di tale pressione.